# Marie McNair
Marie McNair é uma política escocesa do Partido Nacional Escocês (SNP) que é membro do Parlamento Escocês (MSP) por Clydebank e Milngavie desde maio de 2021.
Ela foi anteriormente uma vereadora em Clydebank. O SNP seleccionou-a de uma lista só de mulheres.